# Oh! Calcutta! (album)
Oh! Calcutta! is het vijfde studioalbum van de Amerikaanse punkband The Lawrence Arms. Het werd op 7 maart 2006 uitgegeven op het label Fat Wreck Chords en is daarmee het tweede studioalbum dat de band via dit label uit liet geven.
Het album bevat een bonusnummer die op de laatste track te horen is, getiteld "Warped Summer Extravaganza (Major Excellent)", dat verwijst naar de ervaringen van de band op Warped Tour. De muziekdownload-versie van het album bevat ook het nummer "The Rabbit and the Rooster", wat niet op de cd en vinyl versies te horen is.

## Nummers
1. “The Devil’s Takin’ Names” - 2:00
2. “Cut It Up” - 2:13
3. “Great Lakes / Great Escapes” - 2:49
4. “Recovering the Opposable Thumb” - 3:05
5. “Beyond the Embarrassing Style” - 2:24
6. “Are You There Margaret? It’s Me, God.” - 3:35
7. “Jumping the Shark” - 2:36
8. “Lose Your Illusion 1” - 2:59
9. “Requiem Revisited” - 2:07
10. “Key to the City” - 3:01
11. “Old Dogs Never Die” - 2:12
12. “Like a Record Player” / ”Warped Summer Extravaganza (Major Excellent)” - 4:51

### iTunes versie
1. “Like a Record Player”
2. ”Warped Summer Extravaganza (Major Excellent)”
3. "The Rabbit and the Rooster”

## Band
- Chris McCaughan - gitaar, zang
- Brendan Kelly - basgitaar, zang
- Neil Hennessy - drums